# Keith Wheeler (Leichtathlet)
Keith Wheeler (* 11. Juni 1943) ist ein ehemaliger australischer Mittelstreckenläufer.
Bei den British Empire and Commonwealth Games 1962 in Perth schied er über 880 Yards im Halbfinale aus.
1966 wurde er bei den British Empire and Commonwealth Games 1966 Sechster im Meilenlauf. Über 880 Yards kam er erneut nicht über das Halbfinale hinaus.
1969 gewann er bei den Pacific Conference Games Silber über 800 m.

## Persönliche Bestzeiten
- 880 Yards: 1:48,6 min, 6. August 1966, Kingston (entspricht 1:47,9 min über 800 m)
- 1 Meile: 3:59,8 min, 13. August 1966, Kingston